# Mauretania

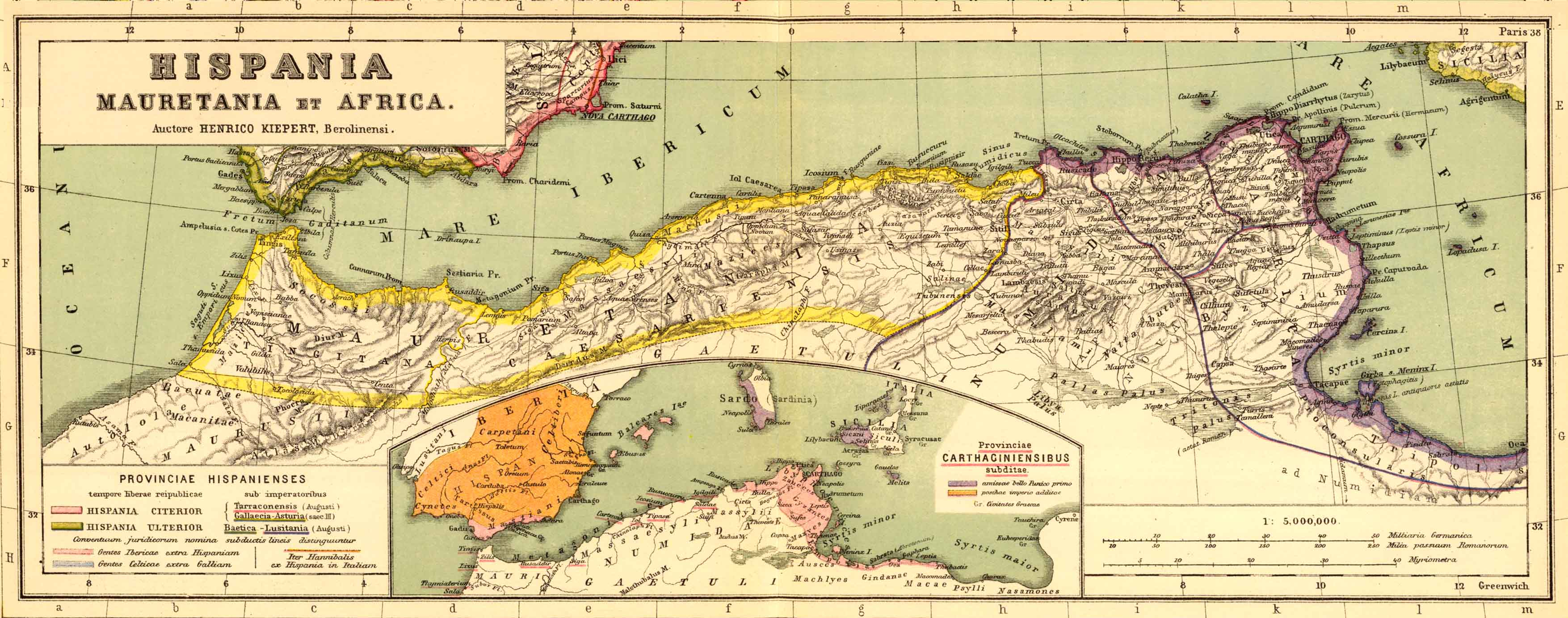
Mauretania și Numidia

Mauretania (pământul maurilor) a fost o provincie romană din Africa de Nord (Algeria și Marocul de astăzi) care a fost împărțită de împăratul roman Claudius în secolul I e.n. în Mauretania Caesariensis și Mauretania Tingitana.